# Krystyna Wańkowicz
Krystyna Wańkowicz ps. „Anna”, „Hanna” (ur. 9 października 1919 w Warszawie, zm. 6 sierpnia 1944 tamże) – starsza córka pisarza Melchiora Wańkowicza, uczestniczka powstania warszawskiego, sanitariuszka w batalionie Parasol Armii Krajowej, łączniczka kolejno Stanisława Leopolda ps. „Rafał” – dowódcy kompanii w tymże batalionie oraz Janusza Brochwicza-Lewińskiego „Gryfa” i siostra Marty Wańkowicz.

## Życiorys
Ukończyła Gimnazjum Państwowe im. Klementyny z Tańskich Hoffmanowej w Warszawie, po czym rozpoczęła studia w Wyższej Szkole Nauk Politycznych. Podczas okupacji była studentką historii tajnego Uniwersytetu Warszawskiego. Zginęła szóstego dnia powstania warszawskiego, podczas walk w rejonie cmentarza kalwińskiego na Woli. Świadkiem jej śmierci był jej ówczesny dowódca, Janusz Brochwicz-Lewiński.
Wielokrotnie wspominana w książkach swojego ojca, m.in. w powieści Ziele na kraterze. W 1993 listy ojca i córki zostały wydane w publikacji pt. Melchior i Krystyna Wańkowiczowie: Korespondencja.